# Wolfgang Wesselý
Wolfgang Wesselý (22. října 1801, Třebíč – 21. dubna 1870, Vídeň ) byl rakouský právní vědec a orientalista.

## Život
Wesselý se měl původně stát rabínem. Do Prahy přišel kolem roku 1815 a vystudoval tam střední školu. Poté nastoupil na pražskou univerzitu Karlovu. Kde v roce 1829 získal akademický titul doktora filozofie a v roce 1833 tamtéž absolvoval právnickou fakultu a získal titul doktora práv. Usiloval také o doktorát v kanonickém právu, ale jako praktikující žid byl odmítnut. V roce 1837 se stal židovským učitelem náboženství a současně se připravoval na akademickou kariéru, roku 1844 po smrti hebrejského cenzora Karla Fischera Wesselý usiloval o pozici překladatele v úřadu cenzora, usiloval také o vznik Ústavu pro studium judaismu a rabínské literatury na Karlově univerzitě. Konzervativní vedení pražské židovské komunity však vystupovalo proti těmto návrhům. V roce 1847 byl jmenován soukromým docentem hebrejštiny a rabínských jazyků a literatury na filozofické fakultě. Kromě toho v roce 1848 předložil návrhy na zřízení systému poroty, které byly rovněž implementovány.
Roku 1852 byl Wesselý jmenován docentem trestního práva na Karlově univerzitě. Dne 19. srpna 1861 byl jmenován řádným profesorem práva. Byl prvním řádným profesorem židovské národnosti žijící Rakouském císařství. Na filozofické fakultě vyučoval hebrejskou gramatiku, literaturu a archeologii, na právnické fakultě pak trestní právo, trestní procesní právo, encyklopedii, právní filozofii a mezinárodní právo.

## Dílo (výběr)
- Kdo je oprávněn provádět židovský svatební obřad podle zásad rakouského práva?, Borrosch a André, Praha 1839.
- Netib Emmuna. Biblický katechismus aneb průvodce prvním náboženským vyučováním izraelské mládeže , Kronberger a Rziwnatz, Praha 1840.
- תְּפִילָה יִשְׂרָאֵל (Tephilah Israel) aneb přikázání přeložená do němčiny s židovsko-německým písmem, Praha 1841.
- O společenství důkazů v rakouském občanském procesu, Haase, Praha 1844.